# Ratolí camperol ventreblanc
El ratolí camperol ventreblanc (Ochromyscus niveiventris) és una espècie de mamífer rosegador de la família dels múrids. Viu al sud d'Etiòpia, Kenya, el nord de Tanzània, el nord-oest d'Uganda i, possiblement, la República Centreafricana i el Sudan. El nom específic niveiventris significa ‘ventre nevós’ en llatí. Durant molt de temps fou considerat un sinònim de O. brockmani, del qual divergí fa uns 3,6 milions d'anys i del qual fou separat basant-se en dades morfomètriques i genètiques.